# Diplomatic Security Service
Der Diplomatic Security Service (DSS; deutsch Diplomatischer Sicherheitsdienst) ist die 1916 innerhalb des US-amerikanischen Außenministeriums (U.S. Department of State) gegründete Abteilung für Sicherheit und Strafverfolgung. Der DSS untersteht dem Bureau of Diplomatic Security (DS). Leiter der Abteilung ist derzeit Christian J. Schurman (Principal Deputy Assistant Secretary for Diplomatic Security and Director of the Diplomatic Security Service). Der DSS unterhält im Ausland 195 Außenstellen. Das Motto lautet Protecting Americans Around the World.

## Geschichte
Die Behörde wurde 1916 als Bureau of Secret Intelligence durch Außenminister Robert Lansing gegründet. 1945 wurde sie in Office of Security (SY) umbenannt. 1985 wurde sie wiederum in Bureau of Diplomatic Security / Diplomatic Security Service umbenannt.

## Aufgaben
Der DSS hat die Aufgabe, Bürger, Diplomaten und Bauten der Vereinigten Staaten weltweit vor Terrorismus zu schützen. In fast allen Ländern der Erde finden sich Sicherheitsbeamte des Services. So gibt es an US-Botschaften einen Regional Security Officer (RSO), der als Agent des DSS neben seinen Aufgaben als Sicherheitsattaché der Botschaft auch der ranghöchste Gesetzeshüter der Botschaft ist.
Unter anderem begleitete der DSS mit Unterstützung der VD 3 (Verkehrsstaffel Ost Hamburg) den ehemaligen US-Präsidenten Bill Clinton am 10. Juli 2004 bei seiner Buchpräsentation in Hamburg. Bei der Fußball-Weltmeisterschaft 2006 in Deutschland schützte der DSS unter Führung seines damaligen Direktors Darwin D. Cardogan zusammen mit fünf Gruppen des Mobilen Einsatzkommandos und 60 Beamten der VD 3 die Mannschaft der Vereinigten Staaten.

## Besonderheiten
Innerhalb des DSS gibt es eine taktische Spezialeinheit namens Mobile Security Division (MSD).
Durch das Rewards for Justice Program (zu Deutsch: Belohnungen für Hinweise im Dienste der Gerechtigkeit) des DSS setzt das US-Außenministerium Belohnungen für Informationen über den Aufenthaltsort diverser gesuchter Terroristen aus aller Welt aus und zahlt auch Belohnungen für Hinweise, die Terroranschläge gegen Amerikaner oder amerikanische Einrichtungen verhindern, sowie für Informationen, die die Verurteilung der Terroristen ermöglichen.

## Filme
- Auf der Jagd
- Counter Force bei IMDb
- Fast Five, Fast & Furious 6 und Fast & Furious 7 – Dwayne Johnson spielt einen DSS Special Agent
- Kiefer Sutherland tarnt sich in 24: Live Another Day als DSS-Agent, als er in die US-Botschaft in London eindringt, um einen Gefangenen zu befreien.